# Дружина младежи српске
Дружина младежи српске била је удружење српске омладине које је је издало алманах „Невен-слоге“, у Београду 1849. године. Тежили су ослобођењу од спољњих непријатеља и досезању унутрашње слободе, као и објављивању интелектуалних писанија. Слободњачки покрет народа који беше тада захватио целу Европу, захватио је и српски народ у Аустроугарској (Хабзбуршкој Монархији), па је додирнуо и Србију.
Дружина Младежи Српске прво је удружење на београдском Лицеју. Основали су га, по угледу на слична српска студенска удружења у Хабзбуршкој Монархији и Немачкој, професор Сергије Николић и лицејци: Петар Протић Сокољанин, Јеврем Грујић, Милован Јанковић и другови, некадашњи чланови гимназијске дружине Душанов полк. Пошто је добила одобрење за рад од ректора Лицеја и од Попечетељства просвештенија, ДМС одржала је оснивачку скупштину на Видовдан, 15. јуна (по јулијанском каендару) 1847. године.
За време постојања ДМС број чланова кретао се од 34 до преко 60 полазника лицеја. Према дружинским правилима редовни чланови ДМС били су лицејци, а почасни — млађи српски књижевници и интелектуалци. Управу су сачињавали: председник, потпредседник, благајник (он је у исто време био и књижничар) писар и „преписник“. Председник је припремао и руководио радом скупштине и није дозвољавао разговоре „противу правитељства и верозакона“. Редовно је неки од професора Лицеја био надзорни орган.
Убрзо по оснивању, ДМС већ у јесен 1847. године успоставила је везе са српским студенским удружењима у Хабсбупшкој Монархији. Крајем исте године Светозар Милетић је дошао у званичну посету ДМС, као представник српске студентске омладине из Пожуна (Братиславе).
Почетак рада ДМС пада у време када је уставобранитељски режим прилично учвршћен.
Сматра се да је потомак ДМС у књижевности, Књижевна омладина Србије из Београда основана 1971. године, на Скупштинском заседању које је бројило 250 учесника, од којих су већина били интелектуалци, књижевници и припадници елитних кругова.